# Liste der Gouverneure von Nieuw Nederland
Die Liste der Gouverneure von Nieuw Nederland bietet einen Überblick über alle Gouverneure bzw. Direktoren von Nieuw Nederland mit Sitz in Nieuw Amsterdam zwischen 1624 und 1664. Nach der Eroberung durch die Briten im Jahre 1664 entstand aus Nieuw Nederland das heutige New York City.
Alle gewählten und kommissarischen Bürgermeister von New York City seit 1665 finden sich wiederum in der Liste der Bürgermeister von New York City.

## Liste
| Nr. | Foto | Name                    | Amtszeit  |
| --- | ---- | ----------------------- | --------- |
| 1.  |      | Cornelis Jacobszoon May | 1624–1625 |
| 2.  |      | Willem Verhulst         | 1625–1626 |
| 3.  |      | Peter Minuit            | 1626–1632 |
| 4.  |      | Sebastiaen Jansen Krol  | 1632–1633 |
| 5.  |      | Wouter van Twiller      | 1633–1638 |
| 6.  |      | Willem Kieft            | 1638–1647 |
| 7.  |      | Petrus Stuyvesant1      | 1647–1664 |

1: Generaldirektor von Nieuw Nederland

## Erwähnenswertes
Im Jahr 1673 eroberten die Niederländer die 1664 verlorengegangene Provinz New York, wozu auch das Gebiet des heutigen Bundesstaates New Jersey zählte, von den Briten zurück. Diese Provinzen erhielten daraufhin wieder den Namen Nieuw Nederland. Erster und einziger Gouverneur der 1673 errichteten Kolonie wurde Anthony Colve. Er übte dieses Amt zwischen dem 19. September 1673 und dem 9. Februar 1674 aus. In dieser Zeit wurde New York City in New Orange umbenannt. Der Friede von Westminster im Jahr 1674 beendete die niederländische Herrschaft in dieser Region endgültig, woraufhin das Gebiet an die Briten zurückging, die es in weiterer Folge bis zur Amerikanischen Unabhängigkeit behielten. Colve wird extra in der Liste der Gouverneure der Provinz New York geführt.